# Боржислав
Боржислав (чеськ. Bořislav) — село і муніципалітет (околиці) в окрузі Теплицв в Устецькому краї Чеської Республіки. Налічує 385 мешканців.

## Частини муніципалітету
- Боріслав
- Білек

## Історія
Боріслав був заснований на провінційній дорозі, що сполучає Прагу з Саксонією. Це сталося пізніше в середині 12 століття, оскільки перша письмова згадка про село датується 1169 р. В той час король Владислав II подарував його. Боріслав разом із уже вимерлим орденом госпіталістів Хрбовіце, який він повернув до Богемії після повернення з Другого хрестового походу. Мабуть, на початку XIV століття село перейшло у власність бенедиктинського монастиря в Теплицях, заснованого дружиною Владислава королевою Юдифою. У 1352 році село згадується як парафія, що означає, що тут невідомо до того, як бенедиктинці створили центр парафіяльної адміністрації з церквою. Від 1405 р. Виходить документ, у якому Олдріх і Пешик з Радовесіце обдаровували церкву в Боріславі, якою в той час керував пастор Микулаш. Власник Боріслава та покровитель місцевої церкви, монастир бенедиктинців у Тепліці, зник під час війн гуситів.
Після гуситських воєн власники монастиря по черзі керували містом. У 1435 році він належав Якубеку з Вржесовіце. Монастирська власність залишалася приблизно однаковою за обсягом, але постійно перебувала в руках світської аристократії. За даними урбарі від 1561 року, коли село належало Вольфу Вржесовіце, тут було 15 господарств.
З 1592 р. Міхал Лонголій, що народився в Краловице, керував парафією в Боржиславі. Він приїхав до Боріслава з Чише. Лонголій був освіченою людиною. У 1617 р. Був опублікований його переклад найважливішої латинської праці німецького лютеранського богослова Йогана Арндта Чотири книги про справжнє християнство, а через три роки переклад німецького письменника астронома Пола Нагеля слідував за перекладом доповнення до астрономії. Бореславський пастор був заможним; У 1612 році він позичив 1500 czk в містечку Лоуні.
Після вбивства Вілема Кінського в Хебі в 1634 році Ян Олдрінген придбав маєток Теплиці. Клрі-Олдрінгенові тоді були дворянством Боріслава аж до скасування кріпосного права.